# Amazon (предузеће)
 је америчка мултинационална технолошка компанија базирана у Сијетлу у Вашингтону која има фокус на електронској трговини, рачунарству у облаку, и вештачкој интелигенцији.
Амазон је највеће електронско тржиште и платформа рачунарства у облаку на свету, мерено по приходу и тржишној капитализацији. Amazon.com је основао Џеф Безос 5. јула 1994, и започели су као онлајн књижара, али су се затим проширили на продају видео преузимања/стриминга, MP3 преузимање/стриминг, продају преузимања/стриминг аудиокњига, софтвер, видео игре, електронику, одећу, намештај, храну, играчке, и накит. Компанија исто тако поседује издавачки огранак, Амазон издаваштво, филмски и телевизијски студио, Амазон Студиос, производи линије потрошачке електронике укључујући Киндл читаче електронских књига, Фајер табличне рачунаре, Фајер ТВ, Ехо уређаје, и највећи је светски провајдер услуга рачунарства у облаку (IaaS и PaaS) путем своје AWS подружнице. Амазон има засебне продајне вебсајтове за поједине земље, а исто тако нуди међународну испоруку за део својих производа у поједине земље. Више од 100 милиона људи користи Амазон Прајм.
Амазон је највећа интернет компанија по приходу на свету и други по величини послодавац у САД. Године 2015, Амазон је премашио Волмарт као највреднија малопродајна организација у Сједињеним Америчким Државама према тржишној капитализацији. Године 2017, Амазон је купио малопродајно предузеће Whole Foods Market за 13,4 милијарди америчких долара, што је увелико повећало присуство Амазона као физичке малопродајне организације. Део јавности је протумачио ову аквизицију као директни покушај изазова Волмартовог традиционалног малопродајног пословања.

## Историја
Компанију Амазон је 1994. године основао Џеф Безос у Сијетлу, као интернет књижару. Џеф је пре тога био потпредседник компаније Д. Е. Шо коју је напустио и направио свој бизнис план за продају преко интернета. Ускоро је понуда проширена продајом DVD-а, ЦД-а, видео-касета, MP3 садржајима.
Политика компаније је била да расте полако у првих неколико година. Амазон је такође куповао друге компаније, нпр. ИМДБ 1999. године. Тај спори раст се показао као значајан након дот ком бума када су многе интернет компаније пропале. Свој први профит компанија је остварила 2001. године у износу од 5 милиона долара.
Понуда компаније се током времена проширила софтвером, видео-играма, електроником, одећом, па и храном, намештајем, играчкама и накитом.

## Локације
Амазон има канцеларије, складишта и разне центре широм Северне и Латинске Америке, Европе, Африке и Азије.

### Седишта компаније
Глобално седиште компаније је у 14 зграда у делу Сијетла под именом Саут Лејк Јунион. Европско седиште компаније је у Луксембургу.

### Центри за развој софтвера
Већина развоја софтвера се обавља у Сијетлу, али компанија запошљава програмере у центрима широм света.
- Северна Америка: САД и Канада
- Европа: Ирска, Немачка, Холандија, Румунија, Уједињено Краљевство
- Азија: Индија, Јапан, Кина
- Африка: Јужна Африка

### Кориснички сервис центри
Амазон има корисничке центре у следећим земљама: САД, Индија, Јужна Африка, Филипини, Кина, Немачка, Ирска, Мароко, Велика Британија, Јапан, Костарика, Уругвај, Италија и Јамајка.

### Складишта
Амазон има око 80 складишта Северној Америци, Европи и Азији. Складишта се углавном налазе у близини аеродрома и имају на стотине запослених. Запослени су одговорни за четири основна задатка:
1. распакивање и инспекцију долазне робе,
2. стављање робе у паковања и снимање њихове локације
3. издвајање робе ради спремања појединачних пошиљки и
4. слање робе.

Централни компјутер који снима локације робе и мапира путеве за запослене игра централну улогу; запослени носе ручне рачунаре који комуницирају са централним рачунаром и тако прати њихову стопу напретка.

## Производи и услуге
Амазон линија производа укључује медије - књиге, DVD, ЦДове са музиком, софтвер и видео-траке и софтвер - одеће, беби производе, електронику, козметичке производе, храну, намирнице, здравствене и артикле за личну негу, индустријске и научне потрепштине, кухињске предмете, накит и сатове, опрему за врт и травњак, музичке инструменте, спортску опрему, алате и играчке и игре.

### Електроника
Новембра 2007. године Амазон је лансирао Киндл (енгл. Kindle), читач електронских књига. Септембра 2011. је објављен Киндл Фајр, таблет са Андроид оперативним системом. Ниска цена ових уређаја је виђена као стратегија Амазона да више зарађује на продаји садржаја за уређаје, него на самом уређају.

## Веб сајт
Веб сајт Амазона посети годишње око 615 милиона корисника, по подацима из 2008. године. Компанија је доста уложила у своје сервере који могу да поднесу велико оптерећење током децембра и божићних празника. Амазон је покренуо своје посебне веб-странице у:
- Америка: Канади, Мексику, Бразилу
- Европа: Уједињеном Краљевству, Немачкој, Аустрији, Француској, Шпанији, Италији
- Азија: Кини, Индији, Јапану
- Океанија: Аустралија

Сваки од ових веб сајтова је посебан по ценама и понуди производа.

### Претрага књига
Амазон на свом сајту омогућава претрагу садржаја књига (енгл. Search Inside the Book). Програм је почео 23. октобра 2003. са око 120.000 наслова и око 33 милиона страница које су могле да се претражују. Како би заштитио ауторска права, сајт не враћа резултате у текстуалном облику. Резултат је у облику слике која не може да се одштампа, а корисник је ограничен бројем страна које може на овај начин да погледа.

## Финансије
је првенствено малопродајни сајт са моделом прихода од продаје; Амазон узима мали проценат продајне цене за сваку ставку која се продаје путем њеног веб-сајта, а истовремено омогућава компанијама да рекламирају своје производе тако што плаћају да буду наведени као истакнути производи. Године 2018, Amazon.com је био рангиран као 8. на Форчун 500 ранг листи највећих америчких корпорација по укупном приходу.
За фискалну годину 2017, Амазон је пријавио зараду од 3,03 милијарди америчких долара, са годишњим приходом од 177,866 милијарди америчких долара, што је повећање од 30,8% у односу на претходни фискални циклус. Од 2007 продаја се повећала од 14,835 милијарди на 177,866 милијарди, захваљујући константној пословној експанзији. Амазонова тржишна капитализација је вреднована на преко 803 милијарди америчких долара у раном новембру 2018.
| Година | Приход у мил. УСД$ | Нето зарада у мил. УСД$ | Укупна имовина у мил. УСД$ | Запослених |
| ------ | ------------------ | ----------------------- | -------------------------- | ---------- |
| 2007   | 14.835             | 476                     | 6.485                      | 17.000     |
| 2008   | 19.166             | 645                     | 8.314                      | 20.700     |
| 2009   | 24.509             | 902                     | 13.813                     | 24.300     |
| 2010   | 34.204             | 1.152                   | 18.797                     | 33.700     |
| 2011   | 48.077             | 631                     | 25.278                     | 56.200     |
| 2012   | 61.093             | −39                     | 32,555                     | 88,400     |
| 2013   | 74.452             | 274                     | 40.159                     | 117.300    |
| 2014   | 88.988             | −241                    | 54.505                     | 154.100    |
| 2015   | 107.006            | 596                     | 64.747                     | 230.800    |
| 2016   | 135.987            | 2.371                   | 83.402                     | 341.400    |
| 2017   | 177.866            | 3.033                   | 131.310                    | 566.000    |